# Magic Power (Hey! Say! JUMP)
Magic Power è un brano musicale della boy band giapponese Hey! Say! JUMP, pubblicato come loro settimo singolo il 21 settembre 2011. Il singolo ha raggiunto la vetta della classifica Oricon dei singoli più venduti in Giappone ed è stato certificato disco di platino. Il disco ha venduto 254 171 copie. Il brano è stato utilizzato come tema musicale dell'adattamento giapponese del film I puffi.

## Tracce
Edizione speciale 1
CD
1. Magic Power (マジックパワー)
2. School Days (Hey!Say!BEST)

DVD
1. Magic Power (Video Clip + Making)

Edizione speciale 2
CD
1. Magic Power
2. GET!! (Hey!Say!7)

DVD
1. 30 minuti del concerto Hey! Say! JUMP & Yuuki 100％ di Nagoya

Edizione regolare
1. Magic Power (マジックパワー)
2. Beat Line (ビートライン)
3. Nemuri no Mori (眠りの森)
4. BE ALIVE
5. Magic Power (Original Karaoke) (マジックパワー(オリジナル・カラオケ))
6. Beat Line (Original karaoke) (ビートライン(オリジナル・カラオケ))
7. Nemuri no Mori (Original Karaoke) (眠りの森(オリジナル・カラオケ))
8. BE ALIVE (Original Karaoke) (オリジナル・カラオケ)

## Classifiche
| Classifica (2012)                  | Posizione più alta |
| ---------------------------------- | ------------------ |
| Giappone (Oricon)                  | 1                  |
| Giappone (Billboard Japan Hot 100) | 1                  |